# Caso 4F

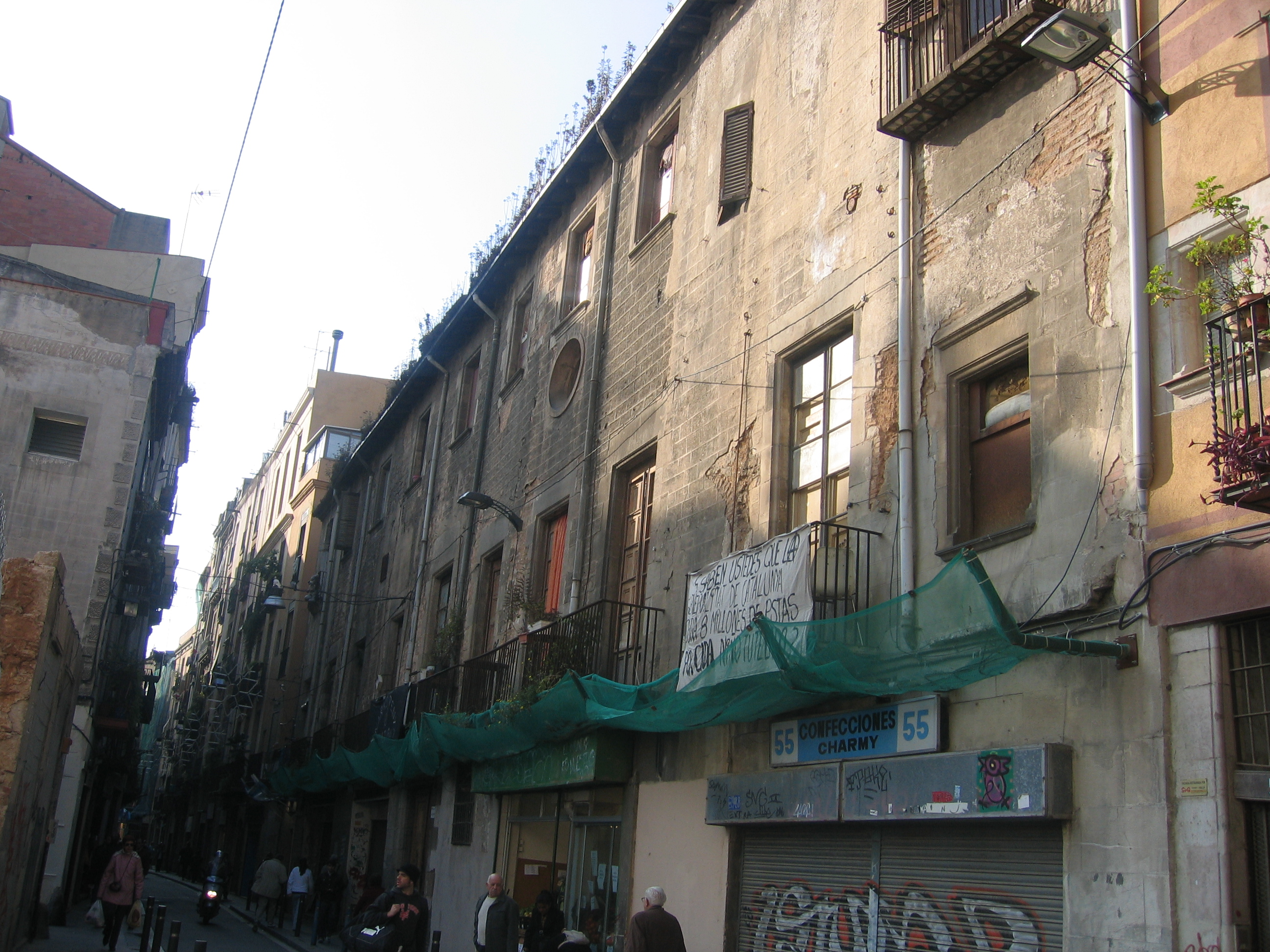
El Palau Alòs en 2005, antes de su restauración.

El llamado caso 4F es un supuesto caso de corrupción policial a raíz de los hechos sucedidos el 4 de febrero de 2006 en Barcelona, fecha en la que la Guardia Urbana detuvo a varias personas que posteriormente  fueron condenadas e ingresaron en prisión por su supuesta relación con la violenta agresión que dejó tetrapléjico a un agente de la Guardia Urbana durante el desalojo del edificio Palau Alòs, hasta entonces okupado. Una de ellas, la filóloga Patricia Heras, se suicidó durante un permiso penitenciario en 2011. Tras los hechos, se realizó el documental Ciutat Morta, en el que se afirma que el juicio fue un montaje. 

## Hechos
El caso se remonta a la noche del 4 de febrero de 2006, cuando, en el transcurso de un confuso desalojo por parte de la Guardia Urbana del Palacio Alós, un agente antidisturbios resultó herido de gravedad. El edificio, situado en la calle Baja de San Pedro (en catalán: Sant Pere més Baix) de Barcelona, estaba habitado por unos okupas desde el año 2000 y ese día se hacía una fiesta ilegal. Durante el desalojo, se produjeron enfrentamientos entre la Guardia Urbana y los okupas. El balance fue de diversas personas heridas en ambos bandos y unos cuantos detenidos.
La defensa de la decena de personas que fueron detenidas por aquellos hechos siempre dio veracidad a la versión que ellos explicaban y atribuían las heridas del policía al impacto de una maceta que cayó desde la azotea del local donde se hacía la fiesta. Esta versión, según la cual se le había lanzado una maceta desde un balcón, fue inicialmente explicada por el entonces alcalde Joan Clos. Sin embargo, tras la investigación, la versión oficial afirmó que las heridas habían sido causadas por una piedra que golpeó al agente y provocó que cayera al suelo. Los policías municipales implicados aseguraron en sus testimonios que la agresión la protagonizaron los jóvenes que estaban a pie de calle. Basándose en esta versión, se llevaron a juicio a varias personas, con un total de nueve condenadas, cuatro de las cuales ingresaron en prisión.
Una de ellas era Patricia Heras —acusada de lanzar una valla contra la policía, lo que ella negaba afirmando que ni siquiera estaba en el lugar de los hechos— decidió suicidarse durante un permiso penitenciario el 26 de abril de 2011. Rodrigo Lanza, uno de los detenidos y el principal acusado, salió a finales de diciembre de 2012 de la prisión de Quatre Camins después de cumplir cinco años de condena, acusado de ser quien tiró la piedra que impactó en la cabeza del guardia urbano que quedó tetrapléjico. Sin embargo, tres médicos forenses aportados por la defensa habían declarado en el juicio que era imposible que el impacto que provocó el traumatismo en la cabeza del policía, que quedó tetrapléjico, viniera de una piedra lanzada en horizontal a la distancia en la que se encontraba el acusado ya que el herido no tenía señales en el frente, también opinaron que era difícil que las lesiones se hubieran producido por la forma de la caída, después de un desmayo a consecuencia del golpe de la piedra, aunque no era imposible.

## Reivindicaciones a raíz de los hechos

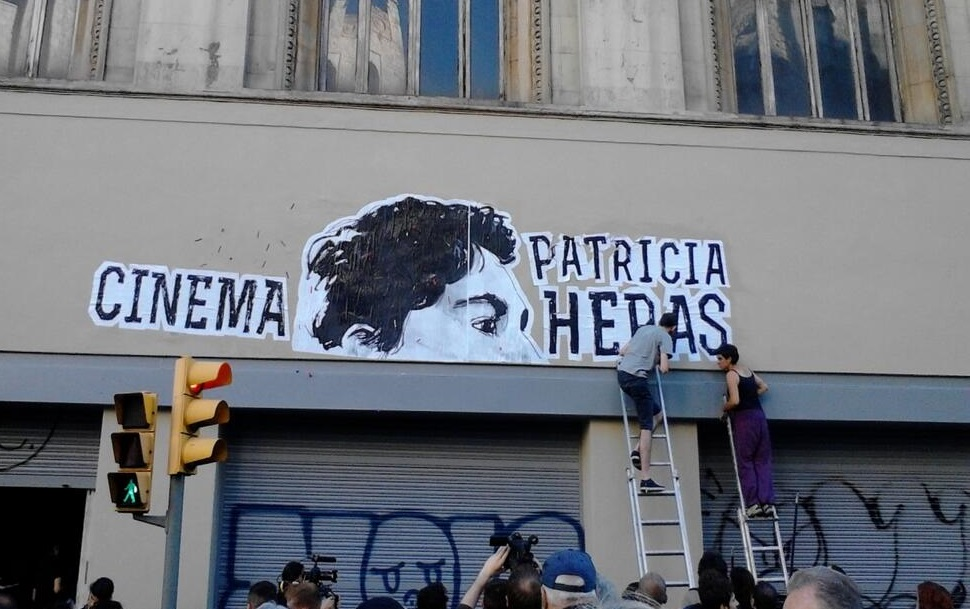
El Palau del Cinema, rebautizado como Cine Patricia Heras a raíz de la ocupación del 8 de junio de 2013.

El juez archivó las denuncias contra los urbanos, los cuales fueron acusados de torturas. Amnistía Internacional denunció el caso y las torturas que recibieron los detenidos principales.
En 2011 nació una plataforma, con el nombre de Des-montaje 4F, que pretende «desmontar la versión oficial» del caso 4F. Desde entonces, familiares, amigos y entidades próximas a los condenados han pedido la revisión del caso y han organizado sucesivos actos de protesta en las calles, como la ocupación del Palau del Cinema de la Vía Layetana, de Barcelona, el 8 de junio de 2013 para proyectar el documental 4F: ni olvido ni perdón [4F: ni oblit ni perdó]. La película documental Ciutat Morta narra la historia del "Caso 4F".

## Detención posterior de Lanza
Rodrigo Lanza fue detenido de nuevo el 12 de diciembre de 2017 por el asesinato de Víctor Laínez, un prejubilado de 55 años al que agredió en Zaragoza tras haber mantenido una discusión con Lanza por, según los testigos presenciales y los amigos de la víctima, portar unos tirantes con la bandera de España. En 2020 fue condenado por este delito por un jurado popular a 20 años de prisión y una indemnización de 200.000 euros a los familiares de la víctima. La sentencia aplicó el agravante de motivos ideológicos, ya que, antes de iniciarse la discusión, un amigo de Lanza le había comentado que Laínez era de extrema derecha o neonazi. También aplicó el agravante de alevosía y el atenuante de embriaguez leve.
En 2022 el Tribunal Supremo redujo la condena de 20 a 18 años y medio al no considerar probado que Lanza actuara por motivos ideológicos. Aunque confirmando que hubo intención de matar.